# Pteraster coscinopeplus
Pteraster coscinopeplus är en sjöstjärneart som beskrevs av Fisher 1910. Pteraster coscinopeplus ingår i släktet Pteraster och familjen knubbsjöstjärnor. Inga underarter finns listade i Catalogue of Life.